# 4207 Chernova
4207 Chernova eller 1986 RO2 är en asteroid i huvudbältet som upptäcktes den 5 september 1986 av den amerikanske astronomen Edward L.G. Bowell vid Anderson Mesa Station. Den är uppkallad efter Galina Pavlovna Tjernova.
Asteroiden har en diameter på ungefär tretton kilometer och tillhör asteroidgruppen Eos.